# Wawrzyniec Pucher
Wawrzyniec Pucher (ur. 2 lipca 1875 w Łaziskach Górnych, zm. 19 października 1941 w Bytomiu) – polski duchowny katolicki, działacz społeczny i narodowy na Górnym Śląsku, szambelan papieski, wieloletni proboszcz parafii NMP w Piekarach Śląskich.

## Życiorys

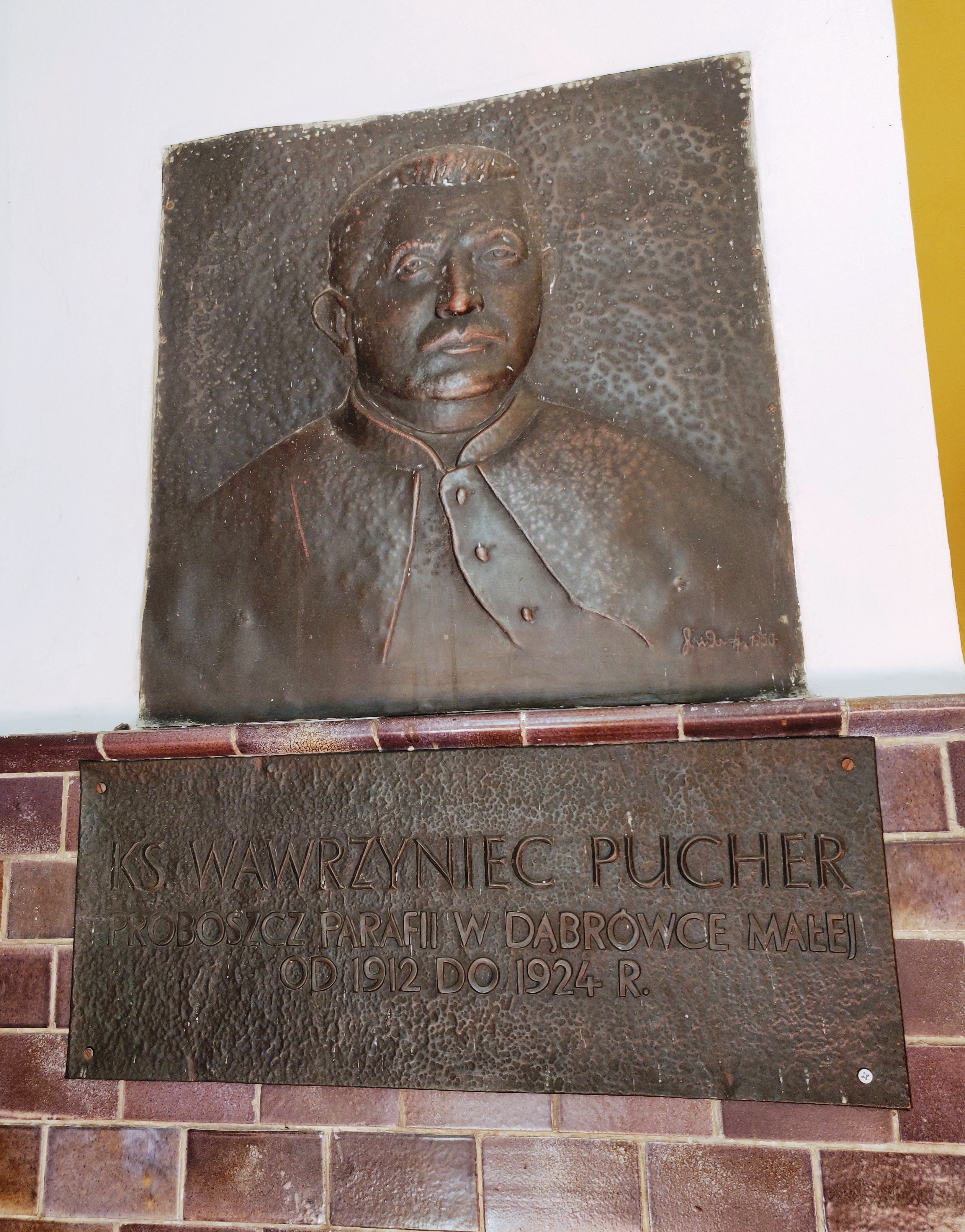
Tablica pamiątkowa w kościele pw. św. Antoniego z Padwy w Katowicach-Dąbrówce Małej

Był synem chałupnika Michała i Marii z domu Góralczyk. Miał brata Pawła (także został duchownym). W latach 1877–1887 uczył się w gimnazjum w Bytomiu, gdzie zdał maturę 20 marca 1887. Następnie studiował na Wydziale Teologicznym Uniwersytetu Wrocławskiego. Był wówczas słuchaczem wykładów z literatury polskiej. Należał do „Kółka Polskiego” (był także jego prezesem). Przyjął święcenia kapłańskie 22 czerwca 1901. Został mianowany wikarym w parafii św. Szczepana w Bogucicach, gdzie pracował od 2 października 1901. Działał jako duszpasterz młodzieży. W 1911 został wyznaczony na organizatora nowej parafii w Dąbrówce Małej, a w 1912 został jej pierwszym proboszczem (mimo sprzeciwu nadprezydenta Prowincji Śląskiej ze względu na jego propolską postawę i działalność).
Za propolską postawę szykanowany w okresie I wojny światowej i powstań śląskich. W 1924 został mianowany proboszczem w Piekarach Śląskich. Pucher dokonał restauracji świątyni piekarskiej przed uroczystą koronacją obrazu Matki Boskiej. Nawiązał także kontakt z rozgłośnią Polskiego Radia w Katowicach, która rozpoczęła nadawanie nabożeństw z Piekar Śląskich. Znacząco przyczynił się do rozszerzenia kultu maryjnego na terenie diecezji katowickiej. Pucher był organizatorem zlotów młodzieży żeńskiej i męskiej. Za zasługi mianowano go radcą duchownym i papieskim szambelanem.
W 1940 został aresztowany. Został przewieziony do KL Dachau, jednak wkrótce go zwolniono. Zmarł 19 października 1941 w Bytomiu, a został pochowany w Piekarach Śląskich.
Za swoją działalność został odznaczony Złotym Krzyżem Zasługi.
Upamiętniony tablicą we wnętrzu kościoła pw. św. Antoniego z Padwy w Katowicach-Dąbrówce Małej.
Wawrzyniec Pucher przed I wojną światową podpisując się imieniem i nazwiskiem używał niemieckiego Lorenz lub łacińskiego Laurentius.

## Publikacje
- Pastorałki czyli pieśni na Boże Narodzenie oraz różne nabożeństwa i modlitwy, Piekary Śląskie 1930[5].
- Piekarska książka kalwaryjska: z dodatkiem historji Cudownego Obrazu Matki Boskiej, Kościoła i Kalwarji oraz różnych nabożeństw i pieśni, Piekary Śląskie 1932[5].
- Piekarska książka kalwaryjska. Z dodatkiem historii Cudownego Obrazu Matki Boskiej, Kościoła i Kalwarii, Piekary Śląskie 1935[5].